# Aquila Italiana

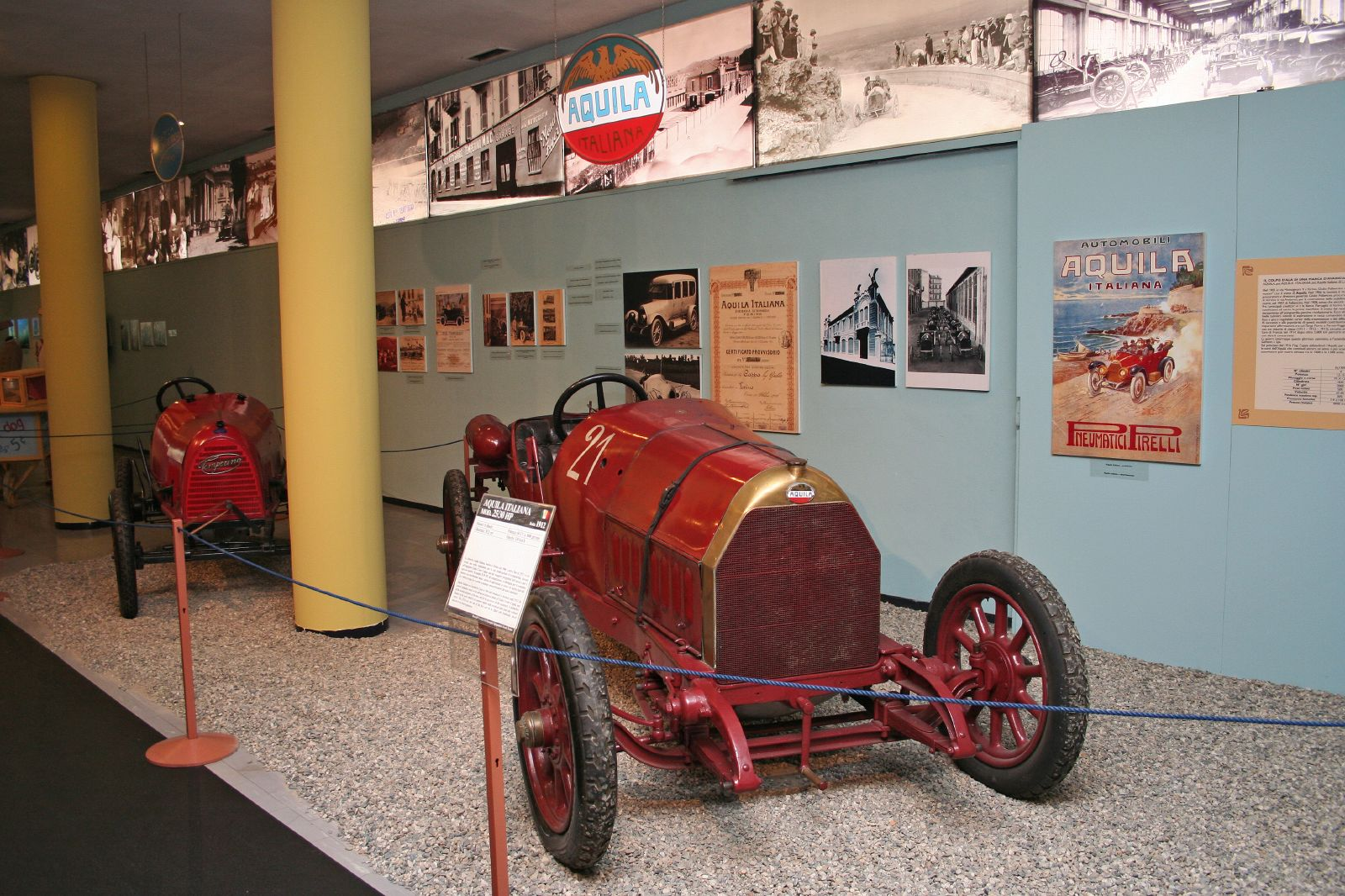
Un automóvil Aquila italiana.

Aquila Italiana fue un fabricante italiano de automóviles desde 1905 a 1917. Los automóviles, fabricados por Giulio Cesare Cappa, eran modelos de cuatro y seis cilindros, con motores ioe de tipo avanzado. Hubo una interrupción en la fabricación después de 1908, pero la compañía introdujo nuevos modelos en 1911, que contaban con motores de 6 cilindros con 4192 cc que probaron ser exitosos muchas carreras. Los conductores de Aquila Italiana fueron Meo Constantini y Carlo Masetti.

## Historia

### Inicios
Cesare Cappa era un joven ingeniero que tenía un pequeño taller en Turín dedicado a la fabricación de pistones de aluminio y de válvulas de motores sobrealimentados. En 1905 entra en contacto con Giulio Pallavicino, de noble familia genovesa, representante de la marca Brown en Italia, y deciden crear una sociedad, la "Societá Anónima Aquila Italiana" (italiana para diferenciarla de la casa alemana Adler (águila en alemán).
Los primeros proyectos fueron dos automóviles de cuatro cilindros (el H35/50 de 3921 cc que alcanzaba los 130 km/h) y un tercer modelo de seis de los cuales se fabricaron unas pocas unidades, ya que la inesperada muerte de Pallavicino produjo serias dificultades económicas Cappa, deteniendo la producción en 1908.

### Dificultades y expansión
En 1909 la sociedad, que arrastraba abundantes deudas, fue salvada por Vincenzo Marsaglia, un joven amante del automovilismo y piloto aficionado cuyo padre, Luigi Marsaglia, era el dueño de la Banca F.lli Marsaglia de Turín, cambiando su nombre a "Aquila Italiana di L. Marsaglia". El banco se hizo cargo de los pagos de la compañía y esto permitió que Cappa diseñara un nuevo modelo que pudo fabricarse con cierta regularidad. Se trataba de un elegante e innovador automóvil de carreras de 6 cilindros y 4192cc, derivado del modelo H35/50, con pistones de aluminio, válvulas de sobrealimentación, y muchas otras técnicas nuevas que lo convertían en un excelente automóvil deportivo.
Aquila Italiana consiguió su mayor éxito de la mano del propio Vincenzo Marsaglia, quien en la IX Targa Florio de 1913 llegó a la meta en 2.º lugar. El piloto más destacado que utilizó coches de la marca fue Meo Constantini, que participó en la Targa Florio, en el Tour de Francia y en otras carreras en 1914, con algunos buenos resultados.

### Absorción
El estallido de la guerra pone en dificultades a la compañía, que debe dedicarse a la producción de material militar. Sin embargo, el ingeniero jefe y alma de la firma, Cesare Cappa, abandona en 1914 la fábrica para incorporarse a la FIAT. Vincenzo Marsaglia continúa un año más hasta que fallece en un accidente de avión, cuando probaba un prototipo de aeroplano que quería fabricar. La banca decide vender la compañía que es absorbida ese mismo año por la SPA.